# قمة ليلى
قمة ليلي هي قمة في وادي هيشي في كاراكورام بباكستان، وتعلو حوالي 6,096 متر. شكلها السهمي المميز يجعلها واحدة من أجمل قمم الجبال في العالم. وجهها الشمال غربي زاوية ميله تقترب من 45 درجة على طول مسافة أفقية قدرها 1500 متر.
سيمون ياتس وآخرون قد تسلقوها، ولكن يؤكد السكان المحليون في هيشي أن القمة قد تسلقت مرتين فقط من قبل حوالي سبع أشخاص حاولوا الوصول إلي القمة.
ارتفاع قمة ليلي هو موضع جدال حيث يعتقد البعض أنها 6200 متر والبعض الآخر يعتقدون أنها تبلغ 6614 متر. ذكر تسينو ميياموري في خريطة تسلق الجبال اليابانية (منشوره في 2003) أن ارتفاع قمة ليلي هو 6096 متر..

## أول تسلقلقمة ليلى
كانت أول محاولة لتسلق قمة ليلى في صيف عام 2005 على يد فريدريك إيريسون (Fredrik Ericsson)، وجورجين آموت (Jörgen Aamot) من الدول الإسكندنافية. بالرغم من عدم وصولهم إلى القمة لكنهم تزلجوا على الوجهة الشمال غربي لها، وقد وصفوا الجبل على أنه «واحد من أكثر الجبال روعة الذي لا مثيل له، فهو يشبه الإبرة الموجهة باستقامه للسماء».
فريدريك وجورجين وصلوا لعسكر القاعدة على قمة ليلي في 18 يونيو 2005 على ارتفاع 4150 متر، ومعسكر 1 في 22 يونيو 2005 على ارتفاع 5000 متر، ثم قاموا بأول محاوله للوصول للقمة في يوم الجمعة 24 يونيو 2005. انطلقوا في التسلق من ارتفاع 5000 متر في الساعة 2:30 ليلاً وبعد سبع ساعات من التسلق وهم على بعد 100 متر من القمة أدركوا أنها كثير الثلج وذلك كان سبب توقفهم وبداية رحلة التزحلق على الوجه الشمال غربي للقمة.